# قائمة أكبر الدول المنتجة للسلع الزراعية
إنتاج (واستهلاك) من السلع الزراعية النباتية له توزيع جغرافي متنوع. جنبا إلى جنب مع المناخ والأنواع المقابلة من الغطاء النباتي، واقتصاد الأمم قد يؤثر بدوره على مستوى الإنتاج الزراعي. وإنتاج بعض المنتجات تتركز بشكل كبير في عدد قليل من البلدان في حين أن غيرها يتم إنتاجها على نطاق واسع. على سبيل المثال، الصين، أكبر منتج للقمح و الرامي في عام 2013، وتنتج 96٪ من الإنتاج العالمي لرامي الألياف ولكن 17٪ فقط من القمح في العالم.مع الإنتاج الموزع على نحو أكثر توازنا نرى المزيد من التغييرات المتكررة في الترتيب من كبار المنتجين.
المنتجات الزراعية الرئيسية يمكن تصنيفها على نطاق واسع في الأطعمة، الألياف، الوقود، والمواد الخام.

## أنواع المنتجات

### الحبوب
وفقا لمنظمة الغذاء والزراعة التابعة للأمم المتحدة اعتبارًا من 2020.
| المنتج      | الأول            | الثاني  | الثالث           |
| ----------- | ---------------- | ------- | ---------------- |
| شعير        | روسيا            | فرنسا   | ألمانيا          |
| نضم معروف   | روسيا            | الصين   | أوكرانيا         |
| خرفار كناري | كندا             | تايلاند | الأرجنتين        |
| فونيو       | غينيا            | نيجيريا | مالي             |
| ذرة         | الولايات المتحدة | الصين   | البرازيل         |
| دخن         | الهند            | النيجر  | الصين            |
| شوفان       | كندا             | روسيا   | بولندا           |
| كينوا       | بيرو             | بوليفيا | الإكوادور        |
| أرز         | الصين            | الهند   | بنغلاديش         |
| الشيلم      | ألمانيا          | بولندا  | روسيا            |
| سورغم       | الولايات المتحدة | نيجيريا | إثيوبيا          |
| شيقم        | بولندا           | ألمانيا | بيلاروس          |
| قمح         | الصين            | الهند   | روسيا            |
| قطن         | الصين            | الهند   | الولايات المتحدة |

### خضار
وفقًا لمنظمة الغذاء والزراعة التابعة للأمم المتحدة اعتبارًا من 2020.
| الخضار             | الأول     | الثاني                      | الثالث           | الرابع           | الخامس           |
| ------------------ | --------- | --------------------------- | ---------------- | ---------------- | ---------------- |
| خس وهندباء برية    | الصين     | الولايات المتحدة            | الهند            | إسبانيا          | إيطاليا          |
| عدس                | كندا      | الهند                       | أستراليا         | تركيا            | الولايات المتحدة |
| فاصولياء           | الهند     | ميانمار                     | البرازيل         | الصين            | تنزانيا          |
| خرشوف              | إيطاليا   | مصر                         | إسبانيا          | الجزائر          | الأرجنتين        |
| بصل                | الهند     | الصين                       | الولايات المتحدة | مصر              | تركيا            |
| ملفوف              | الصين     | الهند                       | روسيا            | كوريا الجنوبية   | أوكرانيا         |
| فاصوليا خضراء      | الصين     | إندونيسيا                   | الهند            | تركيا            | فرنسا            |
| بازلاء             | الصين     | الهند                       | فرنسا            | الولايات المتحدة | الجزائر          |
| حمص                | الهند     | تركيا                       | ميانمار          | باكستان          | إثيوبيا          |
| نبض                | الهند     | إسبانيا                     | موزمبيق          | بولندا           | بنغلاديش         |
| قرنبيط وقنبيط أخضر | الصين     | الهند                       | الولايات المتحدة | إسبانيا          | المكسيك          |
| باذنجان            | الصين     | الهند                       | مصر              | تركيا            | إندونيسيا        |
| بطاطس              | الصين     | الهند                       | روسيا            | أوكرانيا         | الولايات المتحدة |
| سبانخ              | الصين     | الولايات المتحدة            | تركيا            | اليابان          | كينيا            |
| بفرة               | نيجيريا   | جمهورية الكونغو الديمقراطية | تايلاند          | غانا             | البرازيل         |
| فول الصويا         | البرازيل  | الولايات المتحدة            | الأرجنتين        | الصين            | الهند            |
| جزر ولفت           | الصين     | أوزبكستان                   | الولايات المتحدة | روسيا            | أوكرانيا         |
| خيار               | الصين     | تركيا                       | روسيا            | أوكرانيا         | المكسيك          |
| زنجبيل             | الهند     | نيجيريا                     | الصين            | نيبال            | إندونيسيا        |
| يقطين والقرعيات    | الصين     | الهند                       | أوكرانيا         | روسيا            | الولايات المتحدة |
| سلجم               | كندا      | الصين                       | الهند            | فرنسا            | ألمانيا          |
| عصفر               | كازاخستان | روسيا                       | الولايات المتحدة | المكسيك          | الهند            |
| حب الشمس           | روسيا     | أوكرانيا                    | الأرجنتين        | رومانيا          | الصين            |
| اليام              | نيجيريا   | غانا                        | ساحل العاج       | بنين             | توغو             |
| شمندر سكري         | روسيا     | فرنسا                       | ألمانيا          | الولايات المتحدة | تركيا            |
| قصب السكر          | البرازيل  | الهند                       | الصين            | تايلاند          | باكستان          |
| بطاطا حلوة         | الصين     | مالاوي                      | تنزانيا          | نيجيريا          | أنغولا           |
| سمسم               | السودان   | ميانمار                     | تنزانيا          | الهند            | نيجيريا          |
| طماطم              | الصين     | الهند                       | تركيا            | الولايات المتحدة | مصر              |
| بامية              | الهند     | نيجيريا                     | مالي             | السودان          | باكستان          |

### الفواكه
ووفقا لمنظمة الغذاء والزراعة التابعة للأمم المتحدة اعتبارًا من 2020.
| الفاكهة                   | الأول            | الثاني              | الثالث              | الرابع           | الخامس    |
| ------------------------- | ---------------- | ------------------- | ------------------- | ---------------- | --------- |
| مشمش                      | تركيا            | أوزبكستان           | إيران               | إيطاليا          | الجزائر   |
| زيتون                     | إسبانيا          | إيطاليا             | المغرب              | تونس             | تركيا     |
| الكمثرى                   | الصين            | الولايات المتحدة    | الأرجنتين           | تركيا            | إيطاليا   |
| موز                       | الهند            | الصين               | إندونيسيا           | البرازيل         | الإكوادور |
| المنجا وجوز جندم والجوافة | الهند            | إندونيسيا           | الصين               | المكسيك          | باكستان   |
| جوز الهند                 | إندونيسيا        | الهند               | الفلبين             | البرازيل         | سريلانكا  |
| التين                     | تركيا            | مصر                 | المغرب              | إيران            | الجزائر   |
| عنب                       | الصين            | إيطاليا             | إسبانيا             | الولايات المتحدة | فرنسا     |
| برتقال                    | البرازيل         | الهند               | الصين               | الولايات المتحدة | المكسيك   |
| ببايا                     | الهند            | جمهورية الدومينيكان | البرازيل            | المكسيك          | إندونيسيا |
| دراق                      | الصين            | إسبانيا             | إيطاليا             | اليونان          | تركيا     |
| تفاح                      | الصين            | الولايات المتحدة    | تركيا               | بولندا           | الهند     |
| أناناس                    | كوستاريكا        | الفلبين             | البرازيل            | إندونيسيا        | الصين     |
| Gooseberry                | روسيا            | أوكرانيا            | المملكة المتحدة     | سويسرا           | قرغيزستان |
| ليمون حامض وليم           | الهند            | المكسيك             | الصين               | الأرجنتين        | البرازيل  |
| العليق                    | روسيا            | المكسيك             | صربيا               | الولايات المتحدة | بولندا    |
| برقوق وخوخ شوكي           | الصين            | رومانيا             | صربيا               | تشيلي            | إيران     |
| فراولة                    | الصين            | الولايات المتحدة    | المكسيك             | مصر              | تركيا     |
| توت أزرق                  | الولايات المتحدة | بيرو                | كندا                | إسبانيا          | المكسيك   |
| كيوي                      | الصين            | نيوزيلندا           | إيطاليا             | اليونان          | إيران     |
| كشمش                      | روسيا            | بولندا              | أوكرانيا            | المملكة المتحدة  | ألمانيا   |
| التمر                     | مصر              | السعودية            | إيران               | الجزائر          | العراق    |
| كرز                       | تركيا            | الولايات المتحدة    | تشيلي               | أوزبكستان        | إيران     |
| أفوكادو                   | المكسيك          | كولومبيا            | جمهورية الدومينيكان | بيرو             | إندونيسيا |
| سفرجل                     | تركيا            | الصين               | أوزبكستان           | إيران            | المغرب    |
| بطيخ أحمر                 | الصين            | تركيا               | الهند               | إيران            | الجزائر   |

### إنتاج الحليب
وفقًا منظمة الأغذية والزراعة التابعة للأمم المتحدة اعتبارًا من 2020.
| المنتج         | الأول            | الثاني   | الثالث   | الرابع  | الخامس   |
| -------------- | ---------------- | -------- | -------- | ------- | -------- |
| حليب (البقر)   | الولايات المتحدة | الهند    | البرازيل | الصين   | ألمانيا  |
| حليب (الجاموس) | الهند            | باكستان  | الصين    | مصر     | نيبال    |
| حليب (الماعز)  | الهند            | بنغلاديش | السودان  | باكستان | فرنسا    |
| حليب (الخروف)  | تركيا            | الصين    | اليونان  | سوريا   | إسبانيا  |
| حليب (الناقة)  | الصومال          | كينيا    | مالي     | إثيوبيا | السعودية |

### المشروبات
وفقًا لمنظمة الغذاء والزراعة التابعة للأمم المتحدة اعتبارًا من 2020.
| المنتج | الأول    | الثاني           | الثالث   | الرابع           | الخامس   |
| ------ | -------- | ---------------- | -------- | ---------------- | -------- |
| حليب   | الهند    | الولايات المتحدة | البرازيل | ألمانيا          | الصين    |
| شاي    | الصين    | الهند            | كينيا    | الأرجنتين        | سريلانكا |
| قهوة   | البرازيل | فيتنام           | كولومبيا | إندونيسيا        | إثيوبيا  |
| نبيذ   | إيطاليا  | فرنسا            | إسبانيا  | الولايات المتحدة | الصين    |
| جعة    | الصين    | الولايات المتحدة | البرازيل | المكسيك          | ألمانيا  |

### اللحوم
وفقًا منظمة الأغذية والزراعة التابعة للأمم المتحدة اعتبارًا من 2020.
| المنتج       | الأول            | الثاني           | الثالث    | الرابع    | الخامس                   |
| ------------ | ---------------- | ---------------- | --------- | --------- | ------------------------ |
| الجمل        | السودان          | السعودية         | كينيا     | الصومال   | الإمارات العربية المتحدة |
| الدجاج       | الولايات المتحدة | الصين            | البرازيل  | روسيا     | الهند                    |
| البقر        | الولايات المتحدة | البرازيل         | الصين     | الأرجنتين | أستراليا                 |
| الجاموس      | الهند            | باكستان          | الصين     | مصر       | نيبال                    |
| الفرس        | كازاخستان        | الصين            | منغوليا   | المكسيك   | روسيا                    |
| الخنزير      | الصين            | الولايات المتحدة | ألمانيا   | إسبانيا   | البرازيل                 |
| الخروف       | الصين            | أستراليا         | نيوزيلندا | الجزائر   | المملكة المتحدة          |
| الأرنب       | الصين            | كوريا الشمالية   | مصر       | روسيا     | إيطاليا                  |
| ماعز         | الصين            | الهند            | باكستان   | نيجيريا   | بنغلاديش                 |
| إوزة والغرغر | الصين            | مصر              | تايوان    | مدغشقر    | ميانمار                  |
| ديك رومي     | الولايات المتحدة | البرازيل         | ألمانيا   | بولندا    | فرنسا                    |
| بط           | الصين            | فرنسا            | ميانمار   | فيتنام    | كوريا الجنوبية           |

### مكسرات
وفقًا منظمة الأغذية والزراعة التابعة للأمم المتحدة اعتبارًا من 2020.
| المكسرات    | الأول            | الثاني           | الثالث           |
| ----------- | ---------------- | ---------------- | ---------------- |
| لوز         | الولايات المتحدة | إسبانيا          | أستراليا         |
| كاجو        | الهند            | ساحل العاج       | فيتنام           |
| جوز برازيلي | البرازيل         | بوليفيا          | بيرو             |
| كستناء      | الصين            | إسبانيا          | بوليفيا          |
| بندق        | تركيا            | إيطاليا          | الولايات المتحدة |
| فول سوداني  | الصين            | الهند            | نيجيريا          |
| فستق        | الولايات المتحدة | إيران            | تركيا            |
| الشية       | نيجيريا          | مالي             | بوركينا فاسو     |
| جوز         | الصين            | الولايات المتحدة | إيران            |

### بهارات
وفقًا منظمة الأغذية والزراعة التابعة للأمم المتحدة اعتبارًا من 2020.
| التابل       | الأول     | الثاني    | الثالث    | الرابع              | الخامس    |
| ------------ | --------- | --------- | --------- | ------------------- | --------- |
| فلفل أسود    | فيتنام    | البرازيل  | إندونيسيا | الهند               | سريلانكا  |
| فلفل حار     | الصين     | المكسيك   | إندونيسيا | تركيا               | إسبانيا   |
| قرفة (بيلون) | إندونيسيا | الصين     | فيتنام    | سريلانكا            | مدغشقر    |
| قرنفل        | إندونيسيا | مدغشقر    | تنزانيا   | جزر القمر           | سريلانكا  |
| زنجبيل       | الهند     | نيجيريا   | الصين     | نيبال               | إندونيسيا |
| جوزة الطيب   | إندونيسيا | الهند     | غواتيمالا | نيبال               | سريلانكا  |
| فانيليا      | مدغشقر    | إندونيسيا | المكسيك   | بابوا غينيا الجديدة | الصين     |
| ثوم          | الصين     | الهند     | بنغلاديش  | كوريا الجنوبية      | مصر       |

### أخرى
وفقًا منظمة الأغذية والزراعة التابعة للأمم المتحدة اعتبارًا من 2020.
| المنتج                | الأول            | الثاني    | الثالث           | الرابع     | الخامس           |
| --------------------- | ---------------- | --------- | ---------------- | ---------- | ---------------- |
| كافيار                | الصين            | روسيا     | إيطاليا          | فرنسا      | بولندا           |
| جبن                   | الولايات المتحدة | ألمانيا   | فرنسا            | إيطاليا    | هولندا           |
| كاكاو                 | ساحل العاج       | غانا      | إندونيسيا        | نيجيريا    | الإكوادور        |
| بهشية براغوانية       | الأرجنتين        | البرازيل  | باراغواي         | الأوروغواي | بوليفيا          |
| بيض (دجاج)            | الصين            | الهند     | الولايات المتحدة | إندونيسيا  | المكسيك          |
| البيض (الطيور الأخرى) | الصين            | إندونيسيا | تايلاند          | بنغلاديش   | البرازيل         |
| عسل (طبيعي)           | الصين            | تركيا     | إيران            | الأرجنتين  | الولايات المتحدة |
| زيت الزيتون           | إسبانيا          | إيطاليا   | اليونان          | تونس       | تركيا            |
| تبغ شائع              | الصين            | الهند     | البرازيل         | إندونيسيا  | الولايات المتحدة |

## المنتجات غير الغذائية

### الألياف
وفقا لمنظمة الغذاء والزراعة التابعة للأمم المتحدة اعتبارًا من 2020.
| الألياف             | الأول     | الثاني    | الثالث           | الرابع    | الخامس           |
| ------------------- | --------- | --------- | ---------------- | --------- | ---------------- |
| موز نسيجي           | الفلبين   | الإكوادور | كوستاريكا        | إندونيسيا | غينيا الاستوائية |
| ألياف باهرة         | كولومبيا  | المكسيك   | نيكاراغوا        | الإكوادور | الفلبين          |
| مشقة                | الهند     | روسيا     | الصين            | كوبا      | تشيلي            |
| قطن                 | الهند     | الصين     | الولايات المتحدة | البرازيل  | باكستان          |
| كتان                | فرنسا     | بلجيكا    | بيلاروس          | روسيا     | الصين            |
| جوت                 | الهند     | بنغلاديش  | الصين            | أوزبكستان | نيبال            |
| قابوق خماسي الأسدية | إندونيسيا | تايلاند   | الهند            |           |                  |
| الرامي              | الصين     | لاوس      | تايوان           | البرازيل  | الفلبين          |
| مطاط طبيعي          | تايلاند   | إندونيسيا | فيتنام           | الهند     | ساحل العاج       |
| حرير                | الصين     | الهند     | فيتنام           | تايلاند   | أوزبكستان        |
| أغاف سيزال          | البرازيل  | تنزانيا   | كينيا            | مدغشقر    | الصين            |
| صوف                 | الصين     | أستراليا  | نيوزيلندا        | تركيا     | المملكة المتحدة  |

### منتجات الغابات
وفقًا لمنظمة الغذاء والزراعة التابعة للأمم المتحدة اعتبارًا من 2020.
| المنتج           | الأول | الثاني           | الثالث       | الرابع  | الخامس                      |
| ---------------- | ----- | ---------------- | ------------ | ------- | --------------------------- |
| وقود خشبي1       | الهند | البرازيل         | إثيوبيا      | الصين   | جمهورية الكونغو الديمقراطية |
| خشب منشور2       | الصين | الولايات المتحدة | روسيا        | كندا    | ألمانيا                     |
| الألواح للخشبية3 | الصين | الولايات المتحدة | روسيا        | ألمانيا | كندا                        |
| ورق وورق مقوى4   | الصين | الولايات المتحدة | اليابان      | ألمانيا | الهند                       |
| لب ورق5          | الصين | الولايات المتحدة | جنوب إفريقيا | كندا    | البرازيل                    |

*يشمل وقود الخشب جميع الخشب للوقود كما الحطب، الكريات الخشب، والفحم 

**الأخشاب المنشورة تشمل الخشب كل منشور، خشب الأبعاد 

***تشمل الألواح الخشبية عن الخشب الرقائقي، الحبيبي، اللوح الليفي والقشرة ورقة 

****الورق والورق المقوى ويشمل كل ورقة، ورقة الصحية، ومواد التعبئة والتغليف 

***** يشمل لب الخشب الذوبان السليلوز المستخرجة من الخشب لصنع الألياف الاصطناعية، والمواد البلاستيكية السليلوز، اللك والمتفجرات